# Iwin
Iwin is een plaats in het Poolse district  Szczecinecki, woiwodschap West-Pommeren. De plaats maakt deel uit van de gemeente Grzmiąca en telt 253 inwoners.

## Verkeer en vervoer
- Station Iwin